# Aşağıkoçkıran, Özalp
Aşağıkoçkıran là một xã thuộc thành phố Özalp, tỉnh Van, Thổ Nhĩ Kỳ. Dân số thời điểm năm 2011 là 1.267 người.